# Clement Freud
Clement Raphael Freud (Berlim, 24 de abril de 1924 – Londres, 15 de abril de 2009) foi um escritor, locutor de rádio e político alemão naturalizado britânico.

## Biografia
Era o filho mais novo do arquiteto Ernst Ludwig Freud e de sua esposa Lucie Brasch, ambos judeus. Seu avô foi o famoso psicanalista Sigmund Freud, e seu irmão mais velho é o pintor Lucian Freud. Em 1933, para fugir da Alemanha Nazista, sua família partiu para o Reino Unido, estabelecendo-se em Londres.
Clement foi educado em St Paul's School, uma escola independente para garotos na capital londrina. Durante a Segunda Guerra Mundial, serviu como um assistente do Marechal Montgomery.
Em 1950, Clement casou-se com June "Jill" Flewett. June inspirou a criação da personagem Lucy no livro "O Leão, A Feiticeira e o Guarda-Roupa" e das outras Crônicas de Nárnia, de C.S. Lewis. O casal teve cinco filhos, dentre os quais Matthew Freud e Emma Freud.
Freud tornou-se conhecido como um dos primeiros "chefs celebridades" do Reino Unido, tendo trabalhado no luxuoso Dorchester Hotel e administrado seu próprio restaurante em Sloane Square ainda jovem. Além disso, tinha várias colunas em revistas e jornais. Tornou-se uma figura familiar na televisão, fazendo comerciais de comida de cachorro ao lado de um bloodhound chamado Henry.
De 1973 até 1987, Clement Freud foi membro do parlamento pelo Partido Liberal do Reino Unido, eleito pelo distrito eleitoral de Isle of Ely (mais tarde North East Cambridgeshire). Foi o primeiro liberal judeu a ser eleito depois de décadas. A vitória na eleição o motivou a escrever uma autobiografia, intitulada Freud Ego. Sua saída do Parlamento foi marcada pela nomeação de Freud como cavaleiro.
Durante sua carreira política, visitou a China ao lado de Winston Spencer-Churchill, o neto do primeiro-ministro Sir Winston Churchill. Freud notou que os chineses comunistas davam uma acomodação muito melhor a Churchill do que para ele. Educadamente, ele perguntou porque, e lhe disseram o motivo era o status do homônimo de Churchill.
Sir Clement Freud também executou um monólogo para o álbum Band on the Run, da banda Wings, aparecendo na capa do álbum inclusive. Participou como membro de uma equipe nos programas Just a Minute e The News Quiz, da Radio 4. Em 1967, apareceu no primeiro episódio de Just a Minute, tomando parte em diversas séries desde então.
Em 1968, escreveu um livro infantil, intitulado Grimble. Seis anos mais tarde, escreveu uma sequência, Grimble at Christmas.
Em outubro de 1974, foi eleito reitor da Universidade de Dundee, cargo que ocupou por dois períodos de três anos. Mais tarde, em 2002, foi eleito reitor da Universidade de St. Andrews, vencendo a acadêmica Germaine Greer e o competidor local Barry Joss. Manteve tal posição por um período.

## Controvérsias
Em junho de 2016, foi anunciado que a polícia britânica vai abrir uma investigação a Clement Freud que foi acusado de pedofilia e que se aproximou da família de Madeleine McCann após o desaparecimento da criança inglesa na Praia da Luz em 2007, onde Freud tinha uma casa de férias.
Um documentário intitulado "Exposure" do canal britânico ITV traz novas informações que a polícia poderá vir a incluir na investigação ao desaparecimento de Madeleine McCann na praia da Luz.
No documentário, duas mulheres denunciam os abusos sexuais de que foram vítimas entre os anos 1940 e 1970 às mãos de Clement Freud.